# Lightstorm Entertainment
Lightstorm Entertainment – amerykańska wytwórnia filmowa powstała w 1990 roku przez kanadyjsko-amerykańskiego reżysera Jamesa Camerona i producenta filmowego Larry’ego Kasanoffa. Dystrybucją większości jej filmów zajmuje się 20th Century Fox.
Jej produkcje obejmują filmy Camerona, takie jak m.in. Terminator 2: Dzień sądu (Terminator 2: Judgement Day, 1991), Titanic (1997) i Avatar (2009). Cameron ma również zatrudnionych innych filmowców do produkcji i reżyserowania filmów pod sztandarem Lightstorm.